# Équipe de Russie de baseball
Uniformes
L'équipe de Russie de baseball représente la Fédération de Russie de baseball lors des compétitions internationales, comme le Championnat d'Europe de baseball ou la Coupe du monde de baseball notamment.
Le prochain grand rendez-vous international de la sélection russe est la phase finale du Championnat d'Europe de baseball 2007 qui se tient du 7 au 16 septembre 2007 en Espagne.

## Palmarès
Coupe du monde de baseball
- 1998 : 16e
- 2001 : 13e
- 2003 : 14e

Coupe intercontinentale de baseball
- 1991 : 9e

Championnat d'Europe de baseball
- 1991 : 6e
- 1993 : 8e
- 1995 : 8e
- 1997 : 4e
- 1999 : 4e
- 2001 :  2e
- 2003 : 8e
- 2005 : 11e
- 2007 : 10e
- 2010 : non qualifiée